# Om du vill ha sällskap
Om du vill ha sällskap är ett musikalbum från 2004 av a cappella-gruppen Viba Femba.

## Låtlista
1. Du kan väl rymma (Musik: Michael McDonald – svensk text: Henrik Ekman) – 3:15
  - Originaltitel: "It Keeps You Running"
  - Solo: Erik Lindman
2. Din person (Henrik Ekman) – 3:10
  - Solo: Henrik Ekman
3. Förväntan (Musik: Lars Färnlöf – text: Gunnar Axelson-Fisk) – 3:02
  - Solo: Henrik Ekman och Erik Lindman
4. Jag är man (Musik: Leonard Cohen – svensk text: Henrik Ekman) – 3:07
  - Originaltitel: "I’m Your Man"
  - Solo: Gunnar Axelson-Fisk
5. Vatten (Musik: Eggstone – svensk text: Henrik Ekman) – 3:03
  - Originaltitel: "Water"
6. Snyggare poliser (Musik: Stevie Wonder – text: Wille Crafoord) – 2:52
  - Originaltitel: "You Haven’t Done Nothin"
  - Sång: Tina Ahlin
7. Allround (Wille Crafoord) – 3:11
  - Solo: Peter Boivie
8. Sexiga problem (Henrik Ekman) – 2:43
  - Solo: Henrik Ekman
9. Likgiltigheten är en form (Musik: Stefan Nilsson – svensk text: Göran Sommardal) – 3:41
  - Solo: Gunnar Axelson-Fisk
10. Väger (Musik: Tony Scalzo – svensk text: Niklas Högefjord) – 4:08
  - Solo: Henrik Ekman
11. Friarvisa (trad) – 3:13
  - Solo: Gunnar Axelson-Fisk
12. Visst blir det bättre (Allan Edwall) – 3:22
  - Solo: Peter Boive
13. När du ler (Gunnar Axelson-Fisk) – 3:35

## Arrangemang
- Henrik Ekman (1, 4, 5, 10, 11)
- Staffan Lindberg (3, 7)
- Tina Ahlin (6)
- Hans Artursson (9)
- Gunnar Axelson-Fisk (10)
- Sebastian Rilton (12)

## Medverkande
- Viba Femba
  - Gunnar Axelson-Fisk – munspel (1), klarinett (7)
  - Peter Boivie
  - Henrik Ekman – gitarr (9)
  - Erik Lindman
  - Sebastian Rilton

- Erik Ojala – bas (1–5, 7, 9–12)
- Fredric Österlund – slagverk (1–4, 7, 9, 10)
- Mats Olsson – Fender Rhodes (3, 10)
- Staffan Igelström – flygelhorn (3)
- Morgan Ågren – slagverk (6)
- Staffan Lindberg – sångbas (6, 8)